# Mistos garibaldi
Els mistos garibaldi, també coneguts com a mistos de cassoleta o rascaparets, eren un tipus de petard petit molt popular a les festes de Sant Joan. Consistien en una tira de cartró gris d'uns 7 cm de llarg amb una fila de punts vermells gruixuts d'uns 7 mm de diàmetre que contenien fòsfor blanc, producte molt tòxic, barrejat amb sesquisulfur de fòsfor.
Feien soroll quan eren friccionats contra una superfície aspra, com un mur o una roca. Els mistos garibaldi, juntament amb altres petits petards com les piules, piuletes, bombetes i borratxos, gaudien de molta popularitat amb la canalla de l'època.
L'any 1973 durant les festes de Sant Joan a Catalunya un grup de nens petits, arran d'haver menjat mistos garibaldi, varen patir una intoxicació greu que va dur alguns d'ells a la mort. Degut a llur toxicitat, la manufactura i venda de mistos garibaldi havia estat prohibida ja l'any 1963, però se seguien manufacturant i venent clandestinament a les botiguetes que venien petards durant les festes, comerç molt difícil de controlar.